# 魏传忠
魏传忠（1954年4月—），男，山东阳谷人，中华人民共和国政治人物，原国家质量监督检验检疫总局党组成员、副局长。

## 生平
1988年起担任山东聊城商检局副局长。1995年，魏传忠任国家进出口商品检验局办公室主任兼中国商检报负责人。1998年，進入北京出入境检验检疫局主政7年。
2007年4月至2014年7月，魏传忠任国家质量监督检验检疫总局副局长、党组成员。任期結束後退休。
2019年3月15日晚，中央纪委国家监委网站宣布“原国家质量监督检验检疫总局党组成员、副局长魏传忠涉嫌严重违纪违法，目前正接受中央纪委国家监委纪律审查和监察调查。”魏传忠成为十八大以来“两会打虎”中落马的第7名高级干部。9月7日，中央纪委通报其已被开除党籍、取消退休待遇、移送检察机关依法审查起诉。
2020年1月10日，湖南省郴州市中级人民法院一审公开审理了魏传忠受贿案。检方指控魏传忠自2001年至2019年共计受贿折合1.23237344亿元。魏传忠当庭认罪悔罪。6月19日上午，郴州中院一审公开宣判，对被告人魏传忠以受贿罪判处无期徒刑，剥夺政治权利终身，并处没收个人全部财产；对其受贿所得财物及其孳息予以追缴，上缴国库。